# Tiroteo en Academia estatal de petróleo de Azerbaiyán
El tiroteo en Academia estatal de petróleo de Azerbaiyán ocurrió el 30 de abril de 2009 en Academia estatal de petróleo de Azerbaiyán, una universidad pública en Bakú. El ataque armado causó diez heridos y trece muertes (estudiantes y empleados, incluido el vicerrector de la universidad). El pistolero se suicidó también. Según un comunicado conjunto del Ministerio de asuntos internos de Azerbaiyán y de la Fiscalía general del país, se identificó al pistolero como Fardá Gadírov, un ciudadano georgiano de origen Azerbaiyán de 29 años, que uso un arma Makarov PM para realizar la masacre.

## La lista de víctimas
Emin Abdullayev, 20, estudiante
Ramiz Abdullayev, 69, el Vicerrector y el jefe del departamento de producción de petróleo y gas
Jeyhun Aslanov, 21, estudiante
Tamella Azizova, 58, profesora y científica
Ruslan Babashov, 19, estudiante
Ayaz Baghirov, 21, estudiante
Yusif Bandaliyev, 20, estudiante
Ayna Gurbanova, 52, empleada de cafetería
Savalan Jabbarov, 22, estudiante
Taleh Mammadov, 21, estudiante
Shafa Mammadova, 31, asistente de laboratorio
Majnun Vahidov, 63, profesor adjunto, dramaturgo y compositor de ajedrez
Farda Gadirov, 28, pistolero
- Datos: Q634913
- Multimedia: Terror act in ASOA / Q634913